# Recajo
Recajo es una localidad del municipio de Agoncillo, en La Rioja (España). Se sitúa en la margen derecha del río Ebro.

## Historia
La localidad de Recajo surge tras la instalación de la base militar aérea secundaria entre los años 1924 y 1928, que realiza el Ministerio de la Guerra en unos terrenos cedidos por el Ayuntamiento de Agoncillo en el paraje de Recajo. La base militar se realiza según el proyecto del teniente coronel de Ingenieros, Don Juan Carrascosa Revellat. En torno a esa base aérea se realizan una serie de pabellones para viviendas, almacenes, cuarteles y academias; lo que fuese la Escuela de Aprendices de Aviación y la Escuela de Formación Profesional Industrial del Aire, que dieron lugar a la actual localidad de Recajo.
Actualmente la localidad se ha desarrollado mediante la construcción de diversas urbanizaciones de unifamiliares y diversos negocios que han surgido en torno a la Carretera Nacional N-232 y a la estación ferroviaria de la línea Logroño-Zaragoza.

## Demografía
Recajo contaba a 1 de enero de 2021 con una población de 133 habitantes, 81 hombres y 52 mujeres.
| Gráfica de evolución demográfica de Recajo entre 2000 y 2021                                     |
|                                                                                                  |
| Población de derecho (2000-2021) según los censos de población del INE a 1 de enero de cada año. |